# Jandek

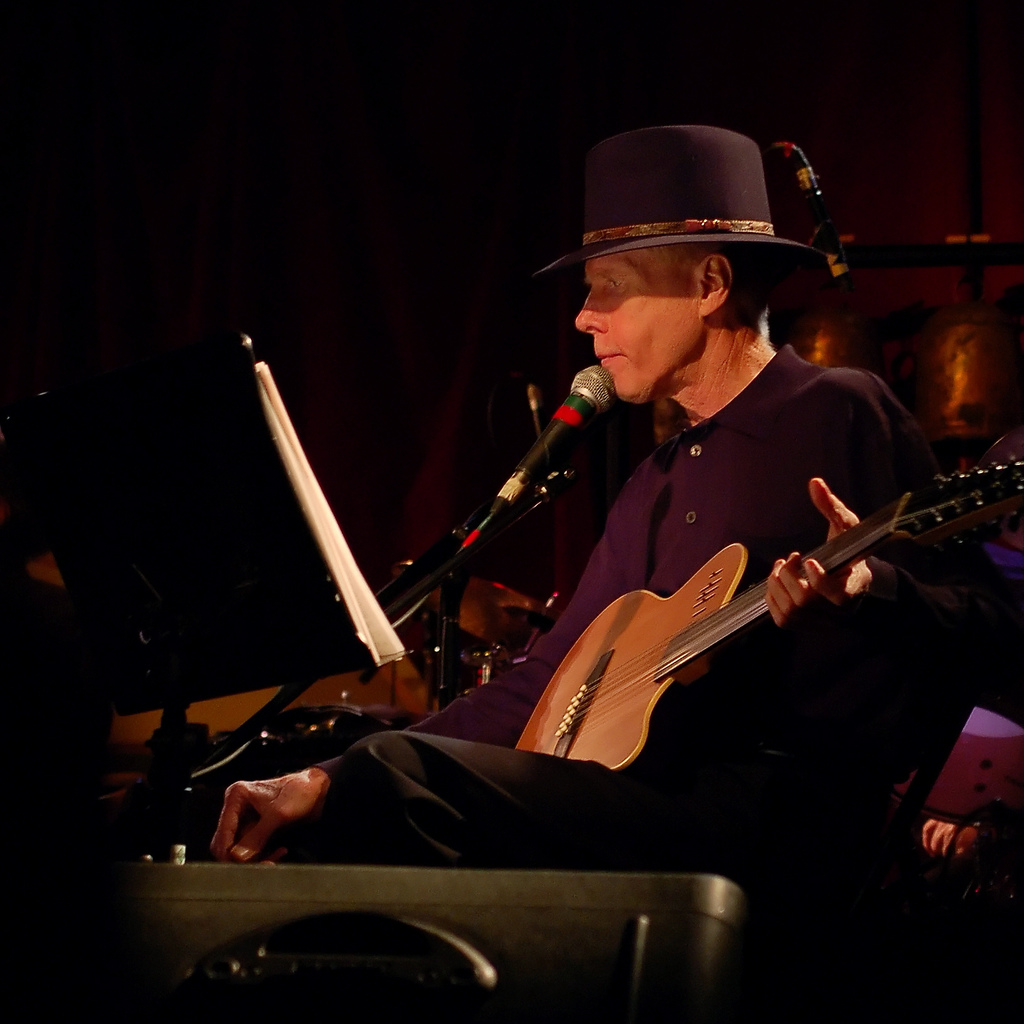
Jandek (2007)

Jandek ist ein US-amerikanischer Musiker, der vermutlich in Houston, Texas, oder der unmittelbaren Umgebung lebt. Seit 1978 hat er über 40 Alben mit experimenteller, Folk- und Blues-beeinflusster Musik veröffentlicht, alle auf seinem (vermutlich) eigenen Label namens Corwood Industries, ohne jemals biographische Details oder seine wahre Identität preiszugeben.
Bis 2004 ist Jandek nie öffentlich in Erscheinung getreten und nur wenigen Journalisten gelang es bisher, ein Gespräch mit ihm zu führen. Es gibt keinen regulären Vertrieb seiner Platten, nur eine Postfach-Adresse in Houston. 2004 trat er zum ersten Mal, völlig unangekündigt, im Rahmen eines Musikfestivals in Glasgow auf. Seither hat es einige weitere Konzerte gegeben, vor allem in Großbritannien und den USA, aber auch in Belgien und Helsinki, ohne dass der Schleier der Anonymität völlig gelüftet wurde. Sicher scheint nur so viel, dass Jandek mit wirklichem Namen Sterling R. Smith heißt, etwa um 1950 geboren sein muss und in Houston lebt und arbeitet (möglicherweise aber nicht von dort stammt). Einige Konzerte sind mittlerweile als CDs und DVDs veröffentlicht worden.
Jandeks Musik ist schwer einzuordnen: Die Songs haben kaum eine herkömmliche Struktur und ähneln am ehesten freien Jazz- oder Folk-Improvisationen, ohne allerdings konkreten Bezug auf irgendeinen musikalischen Stil zu nehmen. Die Texte, meist in einer Art Sprechgesang vorgetragen, sind stilistisch den Lyrics von Blues- oder Country-Songs vergleichbar, beinhalten aber auch biblische Anspielungen, andere Songs scheinen reine Nonsens- und Dada-Texte.
Trotz der Zurückgezogenheit Jandeks und des isolierten Charakters seiner Musik hat er im amerikanischen Underground einen gewissen Bekanntheitsgrad erworben: Kurt Cobain und Will Oldham haben ihn zitiert, Musiker von Sonic Youth, Wilco und Tortoise haben Coverversionen von Jandek-Songs aufgenommen bzw. sind mit ihm aufgetreten, ein viel beachteter Dokumentarfilm – Jandek on Corwood – setzte sich mit dem Mythos um seine Person auseinander.

## Diskografie
| - Ready for the House (1978) - Six and Six (1981) - Later On (1981) - Chair Beside a Window (1982) - Living in a Moon so Blue (1982) - Staring at the Cellophane (1982) - Your Turn to Fall (1983) - The Rocks Crumble (1983) - Interstellar Discussion (1984) - Nine-Thirty (1985) - Foreign Keys (1985) - Telegraph Melts (1986) - Follow Your Footsteps (1986) - Modern Dances (1987) - Blue Corpse (1987) - You Walk Alone (1988) - On the Way (1988) - The Living End (1989) - Somebody in the Snow (1990) - One Foot in the North (1991) - Lost Cause (1992) - Twelfth Apostle (1993) - Graven Image (1994) - Glad to Get Away (1994) - White Box Requiem (1996) - I Woke Up (1997) - New Town (1998) - The Beginning (1999) - Put My Dream on This Planet (2000) - This Narrow Road (2001) - Worthless Recluse (2001) - I Threw You Away (2002) - The Humility of Pain (2002) | - The Place (2003) - The Gone Wait (2003) - Shadow of Leaves (2004) - The End of It All (2004) - The Door Behind (2004) - A Kingdom He Likes (2004) - When I Took That Train (2005) - Glasgow Sunday (2005, Live, 2006 auch als DVD vö.) - Raining Down Diamonds (2005) - Khartoum (2005) - Khartoum Variations (2006) - Newcastle Sunday (2006, Live DoCD, auch als DVD vö.) - What Else Does The Time Mean? (2006) - Glasgow Monday – The Cell (2006, Live DoCD) - Austin Sunday (2006, Live DoCD) - The Ruins Of Adventure (2006) - 2007 – Manhattan Tuesday - 2007 – Brooklyn Wednesday - 2008 – The Myth of Blue Icicles - 2008 – Glasgow Friday - 2008 – Glasgow Sunday 2005 - 2008 – London Tuesday - 2009 – Skirting the Edge - 2009 – Hasselt Saturday - 2009 – Helsinki Saturday - 2009 – Not Hunting for Meaning - 2009 – Portland Thursday - 2009 – What Was Out There Disappeared - 2009 – Camber Sands Sunday - 2009 – Spectra: Guitar in the 21st Century, Compilation - 2010 – Bristol Wednesday - 2010 – Canticle of Castaway - 2012 – Maze of the Phantom |